# Elizabeth Britton
Pour les articles homonymes, voir Britton.
Elizabeth Gertrude Britton, née Knight, est une botaniste américaine, née le 9 janvier 1858 à New York et morte le 25 février 1934 dans sa ville natale.

## Biographie
Son père est James Knight et sa mère Sophie née Compton. Avec ses quatre sœurs, Elizabeth passe son enfance à Cuba où son père dirige une plantation de canne à sucre. Elle étudie au Normal College de New York en 1875 dans lequel elle commence à travailler, jusqu’en 1885. Passionnée de botanique, elle participe aux activités de Torrey Botanical Club à partir de 1879 et fait paraître sa première publication en 1883.
En 1885, elle épouse le botaniste et géologue Nathaniel Lord Britton, alors assistant en géologie au Columbia College. Elle y gère, bénévolement, la collection des mousses de l’établissement. Elle participe, avec son mari, à la création du Jardin botanique de New York, que Nathaniel dirige en 1891.
De 1886 à 1888, elle édite le Bulletin of the Torrey Botanical Club. Elizabeth participe à la fondation de la Wild Flower Preservation Society of America et contribue à la publication des mesures de protection de la flore de l’État de New York. Elle fait paraître près de 350 publications mais, malgré son influence sur les étudiants de l’université Columbia, n’y obtiendra jamais de poste.

## Source
- Marilyn Ogilvie et Joy Harvey (dir.) (2000). The Biographical Dictionary of Women in Science. Pionneering Lives from Ancient Times to the Mid-20th Century, deux volumes, Routledge (New York) : 47-48.  (ISBN 0-415-92038-8)